# Liste der Mitglieder der Deutschen Akademie der Naturforscher Leopoldina/1713
Die Liste der Mitglieder der Deutschen Akademie der Naturforscher Leopoldina für 1713 enthält alle Personen, die im Jahr 1713 zum Mitglied ernannt wurden. Insgesamt gab es sieben gewählte Mitglieder.

## Mitglieder
| Nr. | Name                                   | Beiname         | Geboren       | Aufnahme | Gestorben     | Bild                     | Datenbank |
| --- | -------------------------------------- | --------------- | ------------- | -------- | ------------- | ------------------------ | --------- |
| 296 | Immanuel Weismann                      | Apollophanes I. | 24. Sep. 1683 | 13. Feb. | 1745          |                          | 7208      |
| 297 | Michael Alberti                        | Andronicus I.   | 13. Nov. 1682 | 26. Feb. | 17. Mai 1757  | Michael Alberti          | 1581      |
| 298 | Christian Michael Adolphi              | Aetius II.      | 15. Aug. 1676 | 1. Mrz.  | 13. Okt. 1753 |                          | 1568      |
| 299 | Hermann Werner Engelbert von Westhoven | Hermophilus     | 11. Sep. 1685 | 10. Apr. | 3. Aug. 1732  |                          | 7251      |
| 300 | Sigismund Schmieder                    | Sabinus I.      | 24. Nov. 1685 | 18. Apr. | 15. Okt. 1717 |                          | 6488      |
| 301 | Johann Jacob Dillenius                 | Glaucias I.     | 1684          | 24. Jun. | 2. Apr. 1747  | Johann Jacob Dillenius   | 2433      |
| 302 | Adam Christian Thebesius               | Euriphon I.     | 12. Jan. 1686 | 21. Okt. | 10. Nov. 1732 | Adam Christian Thebesius | 6899      |